# 바트쾨츠팅

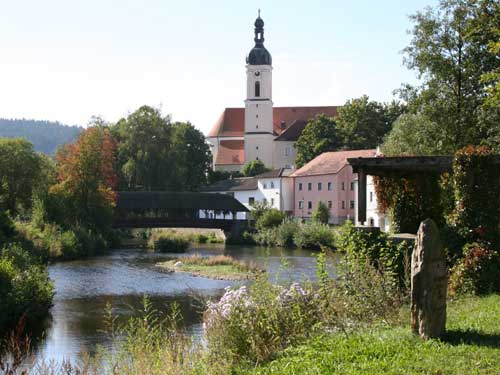
바트쾨츠팅

바트쾨츠팅(독일어: Bad Kötzting, 2005년 이전까지는 쾨츠팅(Kötzting))은 독일 바이에른주에 위치한 도시로 면적은 62.17km2, 인구는 7,301명(2015년 12월 31일 기준), 인구 밀도는 120명/km2이다. 행정 구역상으로는 오버팔츠 현에 속한다. 체코 국경과 가까운 편이며 캄에서 남동쪽으로 15km 정도 떨어진 곳에 위치한다.

시 문장